# Montearagón
Montearagón é um município da Espanha na província de Toledo, comunidade autónoma de Castilla-La Mancha, de área 12 km² com população de 549 habitantes (2006) e densidade populacional de 39,69 hab/km².

## Demografia
| Variação demográfica do município entre 1991 e 2004 | Variação demográfica do município entre 1991 e 2004 | Variação demográfica do município entre 1991 e 2004 | Variação demográfica do município entre 1991 e 2004 |
| --------------------------------------------------- | --------------------------------------------------- | --------------------------------------------------- | --------------------------------------------------- |
| 1991                                                | 1996                                                | 2001                                                | 2004                                                |
| 486                                                 | 479                                                 | 434                                                 | 479                                                 |